# Чартня (Раковиця)
44°57′ пн. ш. 15°38′ сх. д. / 44.95° пн. ш. 15.64° сх. д.
Чартня (хорв. Čatrnja) — населений пункт у Хорватії, в Карловацькій жупанії у складі громади Раковиця.

## Населення
Населення за даними перепису 2011 року становило 209 осіб.
Динаміка чисельності населення поселення: